# Carlos Jarque
Carlos Manuel Jarque Uribe (Ciudad de México, 18 de octubre de 1954) es un economista y actuario, ejecutivo en grandes corporativos y exfuncionario público mexicano. En el sector público, fue presidente del Instituto Nacional de Estadística y Geografía (Inegi) entre 1988 y 1999, Secretario del Plan Nacional de Desarrollo 1994-2000; así como secretario de Desarrollo Social de 1999 a 2000. 
Actualmente es Director Ejecutivo en América Móvil y Consejero del Grupo Telekom Austria. Es miembro del Consejo de la GSMA, Organización de la Industria Mundial de Telecomunicaciones Móviles y Conectividad. Ha tenido una distinguida trayectoria en el sector privado, en el servicio público (nacional y multilateral) y en el mundo académico. 
De acuerdo con un estudio del Centro de Investigación y Docencia Económicas (CIDE), Jarque es el economista mexicano más citado en revistas técnicas internacionales. Su contribución a las pruebas de especificación de modelos incluye el estadístico Jarque-Bera, que desarrolló junto con el econometrista  Anil K. Bera.

## Biografía
Carlos M. Jarque es Licenciado en Ciencias Actuariales egresado de la Universidad Anáhuac México. Tiene un Diploma de posgrado en Estadística y una Maestría en Econometría por la London School of Economics and Political Science; certificado de postgrado en Política Económica y Planeación Urbana y Regional en la Universidad de Oslo; Doctorado en Economía de la Universidad Nacional de Australia; y Postdoctorado en Economía de la Universidad de Harvard. En todos los grados académicos se graduó con mención honorífica obteniendo, en cada grado, el promedio más alto de su generación.

### Actividad académica
Tiene una amplia carrera académica con una producción científica de más de 130 artículos publicados y 44 libros prologados por él.   Ha realizado innovadoras aportaciones teóricas, empíricas y prácticas utilizando métodos pioneros. Sus ideas han contribuido en estudios socioeconómicos, y en la definición e implementación de políticas y programas para mejorar el nivel de vida. Es bien conocido por su trabajo en pruebas de especificación de modelos, (incluyendo el estadístico Jarque – Bera), y por sus estudios de estratificación óptima. Sus investigaciones sobre Patrones de Ahorro y Consumo utilizando Modelos de Variables Dependientes Truncadas, han sido pioneras. Su Modelo Econométrico Trimestral con Expectativas Racionales (con P. Aspe) permitió pronosticar los ciclos económicos… y su trabajo en la Aplicación de Análisis de Conglomerados tiene amplia utilización para elaborar los Atlas de Bienestar.
Sus pruebas econométricas para Normalidad, Homoscedasticidad, Independencia Serial y Especificación de Modelos están en los libros de texto, se enseñan en múltiples carreras universitarias y están incorporadas en programas de cómputo. Esto permite realizar mejores estudios de causalidad en la economía, en las ciencias sociales y en campos científicos. Muchas generaciones de investigadores alrededor del mundo han sido entrenadas para el uso de estas metodologías. 
También ha escrito sobre políticas y estrategias económicas y sociales, y sobre la Diplomacia de las Cumbres de Jefes de Estado. Ha impartido clases en la Facultad de Economía de la Universidad Nacional de Australia, y ha sido Catedrático Visitante en la Universidad de Harvard en su programa de Doctorado.
Ha recibido el Doctorado Honoris Causa de la Universidad Anáhuac; la Medalla A. Quetelet; la Medalla Henri Willem Methorst, la Medalla Benito Juárez (entregada por el Presidente de México); el Premio Mahalanobis (distinción mundial en el campo de la Estadística); Presea “Ricardo Flores Magón” por apoyo a la Libertad de Prensa y de Expresión; Premio 2017 Master de ORO del Real Fórum de Alta Dirección (Foro que reúne a altos Directivos de Iberoamérica, Presidente de Honor Rey D. Juan Carlos I). Según un estudio del CIDE es el economísta mexicano más citado en revistas técnicas internacionales
Además de sus aportaciones científicas y académicas ha tenido una amplia carrera en el sector privado, en el sector público y en organismos internacionales.

### Trayectoria campo estadístico y econometría
Carlos M. Jarque inició su carrera profesional como especialista en muestreo probabilistico apoyando el diseño de una de la primeras encuestas oficiales de México, la Encuesta Nacional de Hogares (1974-1976), para medir el desempleo y los niveles de ingreso de las familias. Posteriormente, después de realizar sus estudios de posgrado, fue Gerente de Estudios Económicos de Teléfonos de México en 1982, encargado de estudios econométricos y de establecer las premisas de planeación. Luego fue Director General de Estadística de México en la Secretaría de Programación y Presupuesto, responsable de la dirección de los sistemas de información económica y social del país.
Fue Presidente del Instituto Nacional de Estadística y Geografía (INEGI) de diciembre de 1988 a agosto de 1999 Durante su gestión, dirigió el diseño y la implementación de un vasto programa que modernizó el Sistema Nacional de Información Estadística y Geográfica , llevándolo a ser uno de los más avanzados del Mundo, para apoyar, entre otras tareas, el combate a la pobreza, el desarrollo económico y social de México, la planeación urbana y regional, y los programas de infraestructura del país. Coordinó ocho censos nacionales (económicos, agrícolas, de población y vivienda) contratándose más de un millón de personas. Dirigió la información de coyuntura (PIB, balanza comercial, desigualdad, productividad, desempleo, inversión, etc.) y de medio ambiente, y un proyecto pionero a nivel mundial, el PIB ecológico de México. También dirigió un programa de Titulación de Tierras, elaborando un detallado catastro a nivel de parcela, titulando en propiedad la mitad del territorio de México (102 millones de Hectáreas). En este mismo programa también se titularon en propiedad la tercera parte del total de las viviendas del país. Fue el coordinador nacional Y2K para la conversión informática de México y responsable del Primer Programa de Desarrollo Informático en México.
Carlos M. Jarque ha sido el único No-Europeo en ocupar el cargo de Director del Instituto Internacional de Estadística ISI, (Academia Mundial de Estadística) con sede en Holanda, organismo Internacional cúpula en su materia y el más antiguo en todos los campos científicos del conocimiento, con más de 135 años de existencia. Su nombramiento fue recibido a través de un Comité Mundial integrado por estadísticos y economistas de Japón, Canadá, Australia, Estados Unidos, Holanda, Inglaterra y Suecia. Dentro de los Directores anteriores del ISI se encuentra Jan Tinbergen, Primer Premio Nobel en Economía, pionero en la aplicación de herramientas matemáticas a la economía. El ISI engloba a las oficinas o agencias nacionales e internacionales de estadística del mundo, además de miles de miembros activos en investigación, docencia y en la aplicación de la “Ciencia Estadística para un Mundo mejor”. Tiene estatus consultivo en el Consejo Económico y Social de la ONU desde 1949. Promueve el conocimiento, desarrollo y buenas prácticas de la Estadística.
Carlos M. Jarque fue elegido Presidente de la Comisión Mundial de Estadística de las Naciones Unidas (máxima instancia global para la definición, aprobación e instrumentación de Metodologías para medir los fenómenos económicos (PIB, balanza comercial, cuenta de capitales…) y los ámbitos sociales (pobreza, migración, educación, empleo, mortalidad,…)). Participó en la determinación y medición de los Objetivos de Desarrollo del Milenio de la ONU, propósitos de desarrollo humano, adoptados por 189 países.  
Ha ocupado el cargo de Secretario / Director de la Bernoulli Society for Mathematical Statistics and Probability; International Association for Statistical Education; International Association for Statistical Computing; International Association for Rural and Urban Statistics; International Association of Survey Statisticians;y la International Association for Official Statistics.
Además de sus trabajos en la producción y análisis de información estadística y geográfica, y en econometría, en su ejercicio profesional ha participado ampliamente en el Sector Público, en la definición y ejecución de políticas y programas de desarrollo. 

### Trayectoria sector público
Fue Presidente del Comité InterMinisterial de Información para Seguimiento de las Finanzas Públicas, establecido con ViceMinistros de las Secretarias de Hacienda, Programación y Presupuesto, Contraloría y el Banco Central, para bajar el déficit público que tenía un nivel extremadamente elevado con relación al PIB. Para ello, y entre otras medidas (como incrementar la base fiscal, reducir la evasión y elusión de impuestos, desincorporación de empresas públicas, control del gasto,…) se realizaron convenios trimestrales de déficit/superávit con las principales empresas públicas y bancos de desarrollo. Asimismo se establecieron Programas de ajuste, asegurando solidas medidas financieras y de ajuste operativo. Un más eficiente sistema de información fue implementado para seguimiento financiero, tanto en flujo de efectivo como a nivel devengado.
También fue miembro del equipo que definió el Programa Anti-inflacionario de México, implementado al final de la administración del Presidente De la Madrid. Se publicó un libro, referencia 5, sobre “EL Combate a la Inflación” con prólogo de Rudiger Dornbusch. La inflación anual era superior al 130% y tenía un persistente componente inercial. El programa incluyó medidas para reducir el déficit fiscal (párrafo anterior), restrictivas políticas monetarias y crediticias, disminución de aranceles, y medidas heterodoxas como administración temporal de precios de servicios públicos y bienes básicos, y concertación de aumentos salariales para atender el componente inercial de la inflación. A través del Programa la inflación anual se redujo a menos de 15%.
Fue Secretario del Plan Nacional de Desarrollo de México para el período 1995-2000, realizado mediante una amplia consulta popular y el cual constituyó el Programa de Gobierno del Presidente Ernesto Zedillo. Incluía los apartados de Soberanía, Estado de Derecho, Desarrollo Democrático, Desarrollo Social y Crecimiento Económico. La estrategia seguida contribuyó al desarrollo democrático, a la recuperación de la actividad productiva (crecimiento del PIB de México promedió más de 5% real anual), y a la reducción (de -19%) en la tasa de pobreza extrema.
Así mismo, ocupó el cargo de Ministro de Desarrollo Social (SEDESOL), en el que permaneció hasta el término del Gobierno en diciembre del año 2000. En este cargo dirigió una amplia gama de programas sociales (incluidos los de reducción de la pobreza) y las iniciativas de vivienda, microcrédito, desarrollo urbano y regional y de ordenamiento territorial, manejando ramos presupuestales de apoyo a Estados y Municipios. En este cargo también coordinó la respuesta a los efectos de desastres naturales. Acudió al pleno del Congreso de la Unión (Cámaras de Diputados y de Senadores) para comparecer sobre la política social del Gobierno de la República. Suscribió los Convenios de Desarrollo Social con cada uno de los Gobernadores del país. Impulsó la evaluación obligatoria de los programas sociales para mejorar su efectividad.
Fue Director del Departamento para el Desarrollo Sostenible (2001-2005), del Banco Interamericano de Desarrollo (BID), la principal fuente multilateral de financiamiento para el desarrollo de América Latina y el Caribe (LAC). En esta posición, estuvo encargado de la definición de las políticas y estrategias sectoriales de desarrollo del BID (crecimiento económico sustentable, reducción de la pobreza y promoción de la equidad social, modernización del Estado, desarrollo social, competitividad, integración regional y medio ambiente). Así mismo, del apoyo técnico a los proyectos de infraestructura y préstamos para los países de la región, financiados por el Banco. Apoyó reformas legales en los países para las alianzas público / privadas y para la inclusión social. Estableció el Sub Departamento de Ciencia y Tecnología para apoyo a los países en este sector. 
Fue Secretario del BID (2005-2007), encargado de los procesos de gobernabilidad institucional y de la relación con la Junta de Gobierno (Ministros de Hacienda, Economía y de Desarrollo de los 48 países miembros del BID) para la aprobación de todas las operaciones del BID, incluyendo 11 Billones de dólares en préstamos a nivel anual, el aumento de 70% del capital del Banco y su programa de realineamiento y reestructuración. Apoyó, a través de la Secretaría, el programa de alivio de la deuda de los países pobres más endeudados (4,400 millones de dólares) beneficiando directamente a más de 30 millones de personas en lo que posiblemente sea el acto de mayor solidaridad internacional hacia los países más pobres y endeudados de LAC (Bolivia, Haití, Honduras, Guyana y Nicaragua). En el grupo BID ha sido Secretario de la Corporación Interamericana de Inversiones y Secretario del Fondo Multilateral de Inversiones, un laboratorio de innovación para el desarrollo.
De 2008 a marzo del 2013, fue Representante del BID en Europa y Asesor Principal del Presidente, impulsando, entre otras tareas, la inversión y movilización de recursos entre Europa y LAC, principalmente en temas de agua, energía, infraestructura, desarrollo urbano, transporte y ciudades sostenibles. Durante su gestión y con un eficiente equipo, se multiplico por 20 los recursos de cooperación al desarrollo movilizados de Europa para la región de América Latina y el Caribe a través del BID. Durante 12 años en el Banco, fue Sherpa del BID para las Cumbres de Jefes de Estado, y asistió a las Cumbres de Las Américas, CELAC, Unión Europea-LAC, Iberoamericanas y APEC. Estableció la Secretaría Permanente de las Cumbres Empresariales UE-LAC y la oficina del BID para Europa en Madrid, inaugurada por el Jefe de Gobierno de España.
Adicionalmente a su experiencia en el sector público y en la dirección de áreas estratégicas del mayor Banco de Desarrollo en América Latina que financia a los sectores público y privado, ha realizado importantes aportaciones trabajando en el Sector Privado en la Dirección y Administración de grandes Grupos líderes a nivel global.

### Trayectoria sector privado
De abril de 2013 a agosto del 2015 fue Director Ejecutivo en América Móvil, encargado de Relaciones Corporativas, Gubernamentales e Internacionales, apoyando la interacción con los Gobiernos y la relación con los CEO ´s de los países. América Móvil es la mayor empresa privada de América Latina con operaciones en 28 países (17 países Latinoamericanos, Estados Unidos, y 10 países Europeos). Es una de las principales empresas de telecomunicaciones fijas y móviles, de servicios de TV y de valor agregado (servicios de informática), a nivel mundial.
Del 18 de agosto de 2015 al 12 de septiembre de 2017 fue Primer Ejecutivo – CEO del Grupo FCC con sede en Madrid, España. FCC es la matriz de uno de los primeros y más importantes grupos globales de Servicios Ciudadanos que contribuye al bienestar y progreso sostenible de la sociedad. FCC está presente en los sectores de los servicios medioambientales, la gestión integral del agua y las infraestructuras, con más de 120 años de historia. Tiene actividades en 35 países, donde emplea a cerca de 60.000 personas y da servicios diariamente a más de 130 millones de personas. Presta Servicios Medioambientales en más de 5.000 municipios repartidos en 13 países. Esta División de FCC es la empresa de servicios ambientales número 1 en España y está entre las 7 más importantes del mundo. Da servicios de gestión integral de residuos domésticos, industriales, y comerciales; hace recuperación de subproductos; descontaminación de suelos; limpieza viaria; limpieza y mantenimiento de parques, jardines y alcantarillado; tratamiento de residuos; y generación de energía vía incineradoras. Es un actor clave en la economía circular. La División de Agua de FCC, Aqualia, tiene actividad en 22 países de Europa, África, Oriente Medio y América. Es la 1ª empresa privada de gestión integral del agua en España, 3ª en Europa y la 7ª del mundo. Su actividad se centra en Concesiones y Servicios, englobando concesiones de redes de distribución; servicios de operación, mantenimiento y regadíos; actividades de Tecnología y Redes abarcando contratos de Ingeniería y Construcción; y actividades industriales de tratamiento de aguas. Cubre todas las fases del ciclo integral del agua y para todos los usos: humano, agrícola o industrial. Adicionalmente, la División de FCC de Construcción es una de las principales empresas del sector. Centra su actividad en el diseño, desarrollo y construcción de grandes proyectos de infraestructuras civiles, industriales y de edificación. Destaca la presencia en obras públicas de especial complejidad como las ferroviarias, túneles, puentes y aeropuertos. En los últimos años, ha construido más de 900 kilómetros de vías de tren de Alta Velocidad. Entre sus obras están numerosas carreteras, puentes, hospitales, zonas de vivienda y edificios de múltiples usos, el Aeropuerto de Barajas, Madrid, los aeropuertos de Bogotá, Lima y Dublín, el Estadio Santiago Bernabéu en España, el Estadio del Atlético de Madrid y Metros como los de Barcelona, Riad, Doha, Toronto, Lima y Panamá. Está entre las primeras 100 constructoras a nivel global. Dentro de la actividad de infraestructuras, FCC a través de Cementos Portland tiene una capacidad de producción anual de 15,8 millones de toneladas de cemento entre sus plantas de España, EE.UU. y Túnez. Es el 1º productor en España. Su actividad se centra en la fabricación de cemento, hormigón, mortero y áridos. Además FCC maneja Desarrollos Inmobiliarios y Concesiones (carreteras, puentes, hospitales y edificios públicos). Es un grupo impulsor de la Investigación, el Desarrollo y la innovación tecnológica en sus diversas áreas de actividad, con importantes centros de investigación y alianzas estratégicas. Es un grupo de referencia internacional.
Desde el 13 de septiembre del 2017, Carlos M. Jarque, es miembro de los Consejos de Administración de FCC, del Grupo Inmobiliario Realia, de Cementos Portland Valderribas y Consejero en el Grupo Telekom Austria (con operaciones en Austria, Bulgaria, Bielorrusia, Croacia, Macedonia, Serbia y Eslovenia).. Además es Director Ejecutivo en América Móvil, encargado de Relaciones Corporativas, Gubernamentales e Internacionales, apoyando la interacción con los Gobiernos y la relación con los CEO’s de los países y con organismos internacionales.
Es miembro de la Comisión de Banda Ancha, creada por iniciativa del Secretario General de la ONU, integrada por los Presidentes de las principales compañías de Telecomunicaciones, por Ministros de Telecomunicaciones, Académicos y Representantes de la Sociedad Civil. Está presidida por el Presidente de Ruanda y el Ing. C. Slim. La Vicepresidencia la ejerce el Secretario General del International Telecommunication Union y la Directora General de la UNESCO. Estos organismos llevan a cabo la Secretaría de la Comisión. Su función es el impulso al uso de la Banda Ancha en todos los sectores. Carlos M. Jarque es integrante del pleno de la Comisión, del Grupo de Trabajo sobre Educación y Habilidades Digitales; el Grupo Experto para definición de mejores políticas para Inclusión Digital a nivel mundial; del Grupo sobre Salud Digital; del Grupo de Infraestructura Digital para África, del Grupo para promover la Empresarialidad Digital; y del Grupo para conectividad de escuelas. 
Es miembro del Board de la GSMA, una de las organizaciones industriales internacionales de mayor prestigio. Incluye compañías operadoras de telecomunicaciones, compañías de software, productores de dispositivos y equipos de telecomunicaciones y compañías de internet. Esta industria tiene una aportación a la economía global equivalente a la cuarta economía del mundo. Emplea a 32 millones de personas. A sus eventos asisten más de 200 mil personas cada año. Es la principal fuente de conocimiento y prospectiva de la industria móvil. 
Carlos M. Jarque ha sido miembro del Consejo de Administración de empresas del sector construcción, financiero, telecomunicaciones, minería, sector inmobiliario y de servicios ciudadanos. También ha sido integrante del Consejo Directivo del lnstituto Nacional de Administración Pública de México y de la Red de Universidades Anáhuac. Ha sido Miembro de la Comisión Intersecretarial Gasto – Financiamiento, Comisión Nacional de Inversiones Extranjeras, Comisión de Cooperación de Sectores Productivos y miembro del Consejo del Instituto Nacional Indigenista y del Fondo Nacional de Empresas Sociales. También ha sido Presidente de la Conferencia de Cartografía de la ONU. Desde el año 2012 participa en el World Economic Forum de Davos y en el Consejo BIAC de la OECD. Es miembro del Grupo Asesor de Geopolítica del World Economic Forum. Ha sido Profesor Universitario en diversas Facultades de prestigio internacional.
Sus contribuciones cubren el mundo académico (e.g. economista mexicano más citado en revistas internacionales); aportaciones en la Administración Pública de México (e.g. ha sido Ministro en Gabinete Mexicano y Secretario del Plan Nacional de Desarrollo); aportaciones en organismos multilaterales (e.g. Secretario General de un Banco Internacional de Desarrollo (BID) y Presidente de la Comisión Mundial de Estadística de la ONU); y contribuciones en el Sector Privado a nivel global (e.g. CEO de un grupo líder a nivel mundial de servicios ciudadanos y de infraestructuras, y Director Ejecutivo en América Móvil).